# E172
E172 désigne trois colorants alimentaires : 
- E172(i) l'oxyde de fer noir, de formule FeO(OH)·nH2O et de numéro CAS 51274-00-1

- E172(ii) l'oxyde de fer rouge, de formule Fe2O3 et de numéro CAS 1309-37-1

- E172(iii) l'oxyde de fer jaune, de formule FeO·Fe2O3 ou Fe3O4 et de numéro CAS 1317-61-9